# Bruce Kimball
Bruce D. Kimball (Ann Arbor, 11 de junio de 1963) es un deportista estadounidense que compitió en saltos de plataforma.
Participó en los Juegos Olímpicos de Los Ángeles 1984, obteniendo una medalla de plata en la prueba individual. En los Juegos Panamericanos de 1983 consiguió una medalla de plata.
Ganó dos medallas de bronce en el Campeonato Mundial de Natación, en los años 1982 y 1986.

## Palmarés internacional
| Juegos Olímpicos     | Juegos Olímpicos             | Juegos Olímpicos  | Juegos Olímpicos |
| Año                  | Lugar                        | Medalla           | Prueba           |
| -------------------- | ---------------------------- | ----------------- | ---------------- |
| 1984                 | Los Ángeles (Estados Unidos) | Medalla de plata  | Plataforma 10 m  |
| Campeonato Mundial   |                              |                   |                  |
| Año                  | Lugar                        | Medalla           | Prueba           |
| 1982                 | Guayaquil (Ecuador)          | Medalla de bronce | Plataforma 10 m  |
| 1986                 | Madrid (España)              | Medalla de bronce | Plataforma 10 m  |
| Juegos Panamericanos |                              |                   |                  |
| Año                  | Lugar                        | Medalla           | Prueba           |
| 1983                 | Caracas (Venezuela)          | Medalla de plata  | Plataforma 10 m  |